# Madonna del Padiglione
La Madonna del Padiglione (Madonna con il Bambino e tre angeli) è un dipinto a tempera su tavola (diametro 65 cm) di Sandro Botticelli, databile al 1493 circa e conservato nella Pinacoteca Ambrosiana a Milano.

## Storia
L'opera, che prende il nome dal baldacchino che sovrasta la scena sacra, è segnalata per la prima nell'inventario della collezione Ambrosiana del 1837 come dono della marchesa Fiorenza Talenti, la nobildonna milanese benefattrice del Collegio Oblati di Rho deceduta nel 1813. Potrebbe trattarsi di un lascito testamentario o comunque vicino alla morte poiché l'opera non figura nell'inventario del 1798.
Forse si tratta del “picciol tondo” citato da Vasari nella vita di Botticelli come presente nella camera del Priore del 
monastero di Santa Maria degli Angeli a Firenze, forse Guido di Lorenzo di Antonio (1486-1498).
La datazione si basa su considerazioni stilistiche, per analogie con la Pala di San Marco (1488-1490 circa) e le illustrazioni della Divina Commedia commentata da Cristoforo Landino (anni 1490).
Un recente restauro ha ridato alla cromia i toni luminosi e trasparenti, permettendo di apprezzare appieno la grande raffinatezza pittorica, quasi a livello di miniatura.

## Descrizione e stile
Sullo sfondo di un parapetto oltre il quale si vede un lontano paesaggio fatto di dolci colline di derivazione leonardesca, Maria sta di fronte al Bambin Gesù tenuto in piedi da un angelo e con la mano sinistra scopre il seno per offrirlo in un gesto materno.
Due angeli ai lati scostano i lembi della tenda di un ampio baldacchino, al quale è in larga parte affidato il compito di dare l'effetto di profondità spaziale. Numerosi sono i simboli mariani, dal vaso in primo piano (Maria era detta vaso mistico) al libro, dai fiori bianchi, simboli di purezza, ai frutti rossi nella ghirlanda sulla sommità del baldacchino, che prefigurano il sangue della Passione.
Le fisionomie hanno quella sottile malinconia tipica dell'artista, così come tipico è il movimento dinamico dato, in questo caso, dal movimento degli angeli. la vena lirica è affidata al fluire della linea e al vibrante colore della tenda, che amplifica per contrasto il risalto delle figure. Alcune convenzioni, come la dimensione più piccola degli angeli, rimandano ai volontari arcaicismi innescati dopo il periodo savonaroliano nella produzione dell'artista, che rimase profondamente colpito dalle prediche del frate ferrarese.